# Швариха (Владимирская область)
Швариха — упразднённая деревня в Вязниковском районе Владимирской области России.

## География
Урочище находится в северо-восточной части области, в зоне хвойно-широколиственных лесов, в пределах Волжско-Окского междуречья, на левом берегу реки Мертух (правый приток Клязьмы), к северу от автодороги М7, на расстоянии примерно 7 километров (по прямой) к западу от города Вязники, административного центра района.

### Климат
Климат характеризуется как умеренно континентальный. Средняя температура воздуха самого холодного месяца (января) — −11,1 °C (абсолютный минимум — −48 °С), средняя максимальная температура воздуха (июля) — +23,3 °С (абсолютный максимум — +37 °С). Годовое количество атмосферных осадков составляет около 607 мм, из которых 413 мм выпадает в период с апреля по октябрь.

## История
В «Списке населенных мест Владимирской губернии по сведениям 1859 года» населённый пункт упомянут как владельческая деревня Вязниковского уезда, расположенная при пруде, в 10 верстах от уездного города. В деревне насчитывалось 11 дворов и проживал 71 человек (31 мужчина и 40 женщин).
По состоянию на 1905 год, в Шварихе имелось 13 дворов и проживало 80 человек. В административном отношении деревня входила в состав Станковской волости.
По данным 1926 года в деревне имелось 13 крестьянских хозяйств и проживало 56 человек (25 мужчин и 31 женщина). Являлась частью Станковского сельсовета Вязниковской волости.
На момент упразднения входила в состав Коурковского сельсовета Вязниковского района. Упразднена решением облисполкома № 329 от 2 апреля 1973 года как фактически не существующая.